# Mantee
Mantee é uma vila localizada no estado americano de Mississippi, no Condado de Webster.

## Demografia
Segundo o censo americano de 2000, a sua população era de 169 habitantes.
Em 2006, foi estimada uma população de 164, um decréscimo de 5 (-3.0%).

## Geografia
De acordo com o United States Census Bureau tem uma área de
4,4 km², dos quais 4,3 km² cobertos por terra e 0,1 km² cobertos por água. Mantee localiza-se a aproximadamente 98 m acima do nível do mar.

## Localidades na vizinhança
O diagrama seguinte representa as localidades num raio de 24 km ao redor de Mantee.